# Eltinho
Elton Divino Célio est un footballeur brésilien né le 7 juillet 1987 à Guaira, au Brésil. Il joue au poste de latéral gauche dans l'équipe de la Londrina EC.

## Palmarès

### En club
Cruzeiro EC  : Minas Gerais en 2008.
Avaí FC  : Santa Catarina en 2009.